# Wolfgang Bente
Wolfgang Bente (* 14. Dezember 1927 in Rotenburg (Wümme)) ist ein ehemaliger deutscher Diplomat, der unter anderem von 1985 bis 1990 Botschafter in Tunesien sowie von 1990 bis 1992 in Saudi-Arabien war.

## Leben
Nach dem Abitur absolvierte Bente ein Studium und trat anschließend in den Auswärtigen Dienst ein. Nach Abschluss der Laufbahnprüfung sowie Verwendungen in der Zentrale des Auswärtigen Amtes und an Auslandsvertretungen wurde er als Legationsrat Erster Klasse Leiter des deutschen Stabes an der Botschaft Frankreichs im Libanon, da Frankreich als Schutzmacht zu dieser Zeit die Interessen Deutschlands in Beirut vertrat. Am 10. Oktober 1968 wurde dann Referent im Referat für den Nahen Osten und Nordafrika sowie am 6. April 1970 unter Beförderung zum Vortragenden Legationsrat stellvertretender Leiter dieses Referats.
Nach einer kurzen Abordnung vom 12. Oktober bis zum 22. November 1970 als Ständiger Vertreter des Botschafters in Jordanien war er wiederum stellvertretender Leiter des Referats für den Nahen Osten und Nordafrika. Danach war er Ständiger Vertreter des Leiters eines Generalkonsulats sowie Botschaftsrat an einer Botschaft.
1985 wurde er zum Botschafter in Tunesien ernannt und bekleidete dieses Amt bis 1990. Im Anschluss erfolgte seine Berufung zum Botschafter in Saudi-Arabien, wo er bis zu seinem Eintritt in den Ruhestand Ende 1992 tätig war. In dieser Funktion wurde er im September 1990 in das Amt des damaligen saudi-arabischen Kronprinzen und stellvertretenden Ministerpräsidenten Abdullah ibn Abd al-Aziz einberufen. Dieser äußerte seine Enttäuschung über die Weigerung der Deutschen, sich mit eigenen Truppen an der multinationalen Operation gegen den Irak im Zweiten Golfkrieg zu beteiligen.

## Ehrungen
- 1993: Verdienstkreuz 1. Klasse der Bundesrepublik Deutschland